# Hydrophorus variinasutus
Hydrophorus variinasutus är en tvåvingeart som beskrevs av Vanschuytbroeck 1951. Hydrophorus variinasutus ingår i släktet Hydrophorus och familjen styltflugor.
Artens utbredningsområde är Kongo. Inga underarter finns listade i Catalogue of Life.